# Tery
Tery (справжнє ім'я — Тарас Гудзь, нар. 24 квітня 2005, Ланівці, Україна) — український співак, автор пісень у жанрах ритм-енд-блюз, інді-поп та хіп-хоп.

## Музична діяльність
У серпні 2020 року Tery почав знімати та викладати акустичні кавери на пісні відомих українських виконавців у TikTok, таких як: Один в Каное, Скрябін, Мотор'ролла, Христина Соловій та інших. В кінці 2021 року співак приєднався до лейблу Black Beats, і вже 18 лютого 2022 року випустив дебютний сингл «Потонув». Після початку повномасштабного вторгнення в Україну 25 березня випустив пісню «До війни», у якій співає про наслідки вторгнення та відповідальність агресора за скоєне, а 15 квітня — пісню «Додому», в якій висвітлює почуття, близькі усім тимчасово переселеним українцям, туги за домівкою та бажання повернутись назад до України. 10 червня Тарас випустив пісню «Сам на сам», а 22 липня — пісню «Обійми», разом з якою анонсував вихід свого першого альбому.
12 серпня 2022 року вийшов дебютний альбом Tery під назвою «Чи я роблю щось не те?», до якого увійшли 9 пісень: «Відтінки» (фіт з Krechet), «Відстань», «Обійми», «Інтерлюдія», «Mainstream», «Не сьогодні» (фіт з Neyzho), «Чи я роблю щось не те?», «Сліди» (фіт з нестор) та «Сам на сам». В піснях альбому висвітлені теми: «першого кохання, токсичних відносин та невизначеності у майбутньому», — зазначив артист. Після випуску альбому на Tery звернули увагу чимало медіа, а згодом він вирішив податись на Євробачення.
На Євробачення 2023 Tery був одним з учасників лонглисту, але до фіналу він не пройшов. Своїм досвідом поділився на ютуб-каналі у вигляді влогу, розказав про труднощі проходу відбору. 7 жовтня 2022 року артист випустив фіт «Хмари» з Krechet, а 24 грудня знявся в різдвяному музичному фільмі «Колядки на Кудрявці» від MEGOGO, де заспівав колядку «А в пана-пана».
27 січня 2023 року Tery випустив фіт «високо» з виконавцем «нестор». Як сказав про пісню автор: «Моя нова робота „Високо“ випущена спільно з Tery. Це пісня про пошук внутрішньої гармонії, спокою та натхнення». 3 лютого співак презентував першу пісню з свого нового альбому — «Не можу так» (фіт з Libenson). Станом на 28 лютого 2023 року ця пісня посідала 19 місце в чартах Apple Music в категорії «Top 100: Ukraine» та 40 місце в чартах Shazam у категорії «Top 200 UKRAINE».
У березні 2023 року Тарас випустив свій другий альбом під назвою «Теплий сніг», до якого увійшло 13 пісень. «Це мої почуття, можливо, наївні і надто романтизовані, але все ще мої», — розповів про пісні «На рахунок 3», «Помер би за тебе» і «Не можу так» сам Тарас.

## Відеокліпи

### 2022
- 2 серпня — офіційне відео до пісні «Обійми»

### 2023
- 3 лютого — відео до пісні «Не можу так»
- 17 лютого — офіційне відео до пісні «Спокій»
- 13 грудня — mood video «цей Новий рік»

## Обкладинки альбомів Tery

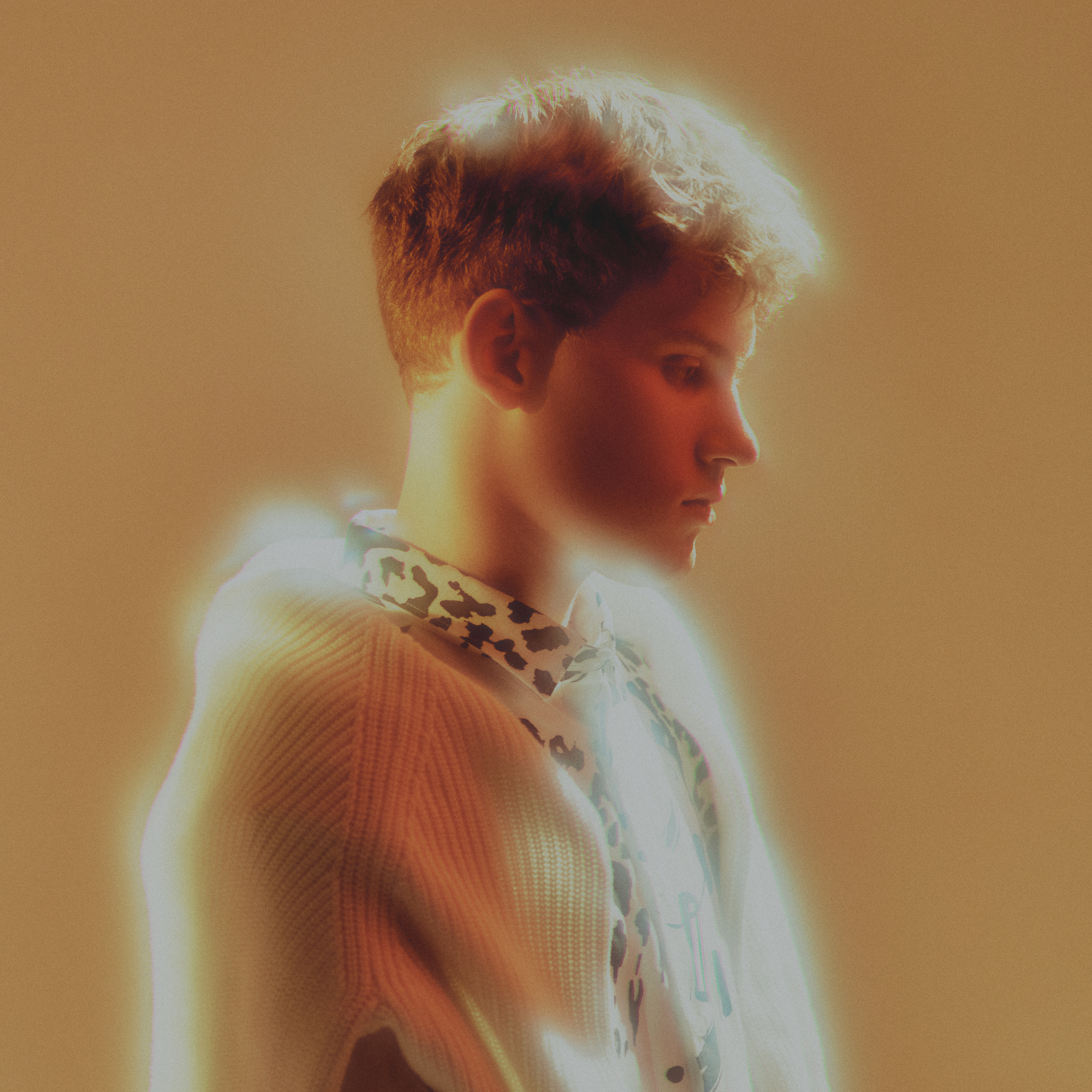
Фото-обкладинка до альбому «Теплий сніг»